# Трофность

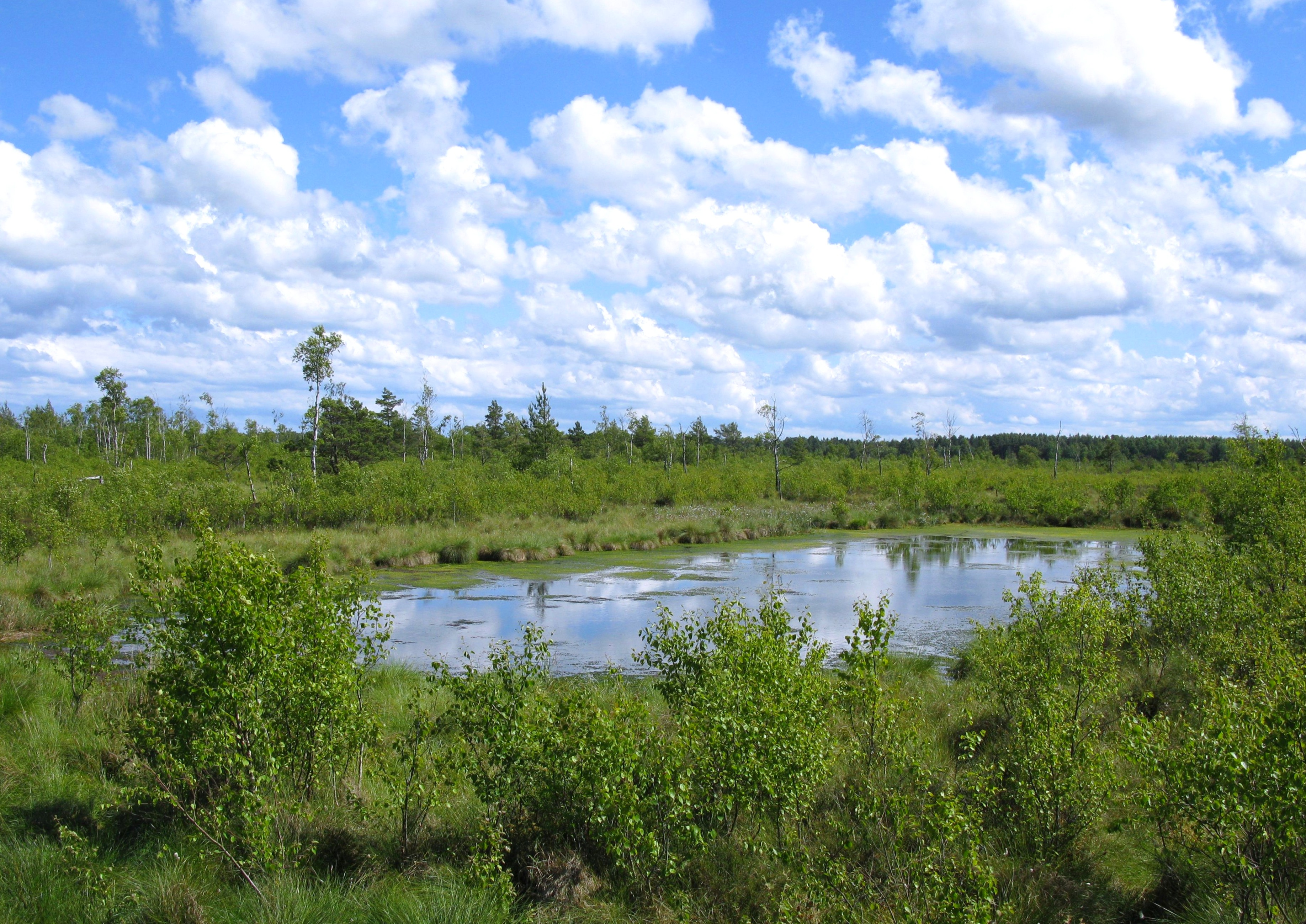
Дистрофное озеро в Польше

Тро́фность — характеристика местообитания (почвы, водоёма) по его биологической продуктивности, обусловленной содержанием биогенных элементов. Понятие «трофность почвы» практически идентично понятию «плодородие почвы». Обычно по уровню трофности почвы условно делятся на богатые и бедные. Типичным представителем богатых почв являются чернозёмы.
Коэффициент трофности — отношение валовой продукции в экосистеме к дыханию.
По уровню трофности водоёмы делятся на
- дистрофные
- олиготрофные — водоёмы с низким уровнем первичной продуктивности, низким содержанием органических веществ.
- мезотрофные
- эутрофные

По требованиям к трофности местообитания растения и микроорганизмы делятся на
- олиготрофы — организмы, обитающие на почвах (или в водоёмах) с низким содержанием питательных веществ
- мезотрофы — организмы, предпочитающие средние по обеспеченности элементами питания местообитания.
- эутрофы — организмы, обитающие на почвах (или в водоёмах) с высоким содержанием питательных веществ